# Metaporus orientalis
Metaporus orientalis är en skalbaggsart som beskrevs av Toledo och Hosseinie 2003. Metaporus orientalis ingår i släktet Metaporus och familjen dykare. Inga underarter finns listade i Catalogue of Life.